# Генрі Лукас
Генрі Лукас (англ. Henry Lucas; бл. 1610 — липень 1663) — англійський священик і політик, член Палати громад англійського парламенту (1640—1648), меценат.

## Біографія
Генрі Лукас закінчив Коледж Сент-Джонс Кембриджського університету. Був секретарем у 1-го графа Голландського Генрі Річа.
У квітні 1640 року був обраний до Короткого парламенту. У листопаді 1640 року був обраний до Довгого парламенту. В парламент обирався від Кембриджського університету. Був виключений з членів парламенту в грудні 1648 року в результаті Прайдової чистки.
Генрі Лукас помер самотній у Лондоні і був похований 22 липня 1663 року в церкві Темпл.

## Заповіт

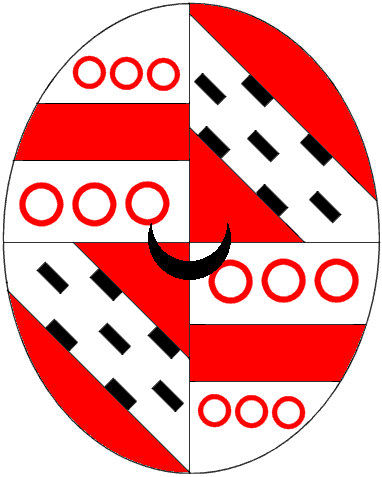
Герб Лукасівського притулку

По заповіту Генрі Лукаса, його гроші (7 тис. фунтів) передавались на будівництво та утримання богадільні для бідних людей похилого віку. Будівлю лікарні було споруджено у 1666 році у Лондоні. Сам благодійний заклад Лукаса Генрі існував до 2002 року. Через неможливість використання первинної будівлі як медичного закладу її було продано а сам заклад було об'єднано з іншим соціальним закладом «Будинком довіри Вітлі» (англ. Whiteley Homes Trust). Було споруджено 16 подвійних котеджних будинків у селі Вайтлі поблизу Волтона-на-Темзі у графстві Суррей, що подвоїло можливості утримання та лікування літніх людей.
Генрі Лукас заповів Кембриджському університету свою бібліотеку (4 тис. томів книг) і землю, яка давала дохід у 100 фунтів на рік, для фінансування посади професора математики. В результаті була заснована одна з найпрестижніших іменних професур в історії — посада Лукасівського професора математики в Кембриджському університеті. У різні часи місце Лукасівського професора математики обіймали: Ісаак Ньютон, Чарлз Беббідж, Поль Дірак та Стівен Гокінг.